# Tálknafjarðarhreppur
Tálknafjarðarhreppur (kiejtése: ˈtʰaul̥knaˌfjarðar̥ˌr̥ɛhpʏr̥) önkormányzat Izland Nyugati fjordok régiójában.
A környékbeli önkormányzatokkal való összevonásról szóló népszavazáson a javaslat elbukott.

## Fordítás
- Ez a szócikk részben vagy egészben  a   Tálknafjarðarhreppur című angol Wikipédia-szócikk ezen változatának fordításán alapul.  Az eredeti cikk szerkesztőit annak laptörténete sorolja fel. Ez a jelzés csupán a megfogalmazás eredetét és a szerzői jogokat jelzi, nem szolgál a cikkben szereplő információk forrásmegjelöléseként.